# TNA No Surrender
Impact Wrestling No Surrender (anteriormente como TNA No Surrender) es un evento anual de lucha libre profesional emitido por PPV, producido por la Total Nonstop Action Wrestling. Su primera edición fue en julio de 2005, pero en el 2006 fue cambiado a septiembre. En diciembre de 2012, la TNA anunció que, para reducir el número de eventos en 2013, cancelaron el evento. Sin embargo, a mediados de 2013, volvieron a traerlo, pero como un evento especial de Impact Wrestling, emitido por televisión y luego fue revivido como un evento Impact Plus en 2019.

## Resultados

### 2005
No Surrender 2005 tuvo lugar el 17 de julio de 2005 desde la TNA Impact! Zone en Orlando, Florida. Fue el primer evento de este nombre.
- Dark match: Shocker derrotó a Jerrelle Clark (04:16)
  - Shocker cubrió a Clark con un "Roll-up".
- America's Most Wanted (Chris Harris y James Storm) derrotaron a Michael Shane y Alex Shelley (con Traci) (11:47)
  - Storm cubrió a Shelley después de un "Superkick".
- Super X Cup Qualifier: Sonjay Dutt derrotó a Shark Boy, Elix Skipper y Mikey Batts en un Four-Way match (8:16)
  - Dutt cubrió a Batts después de un "Hindu Press".
- Apolo y Sonny Siaki derrotaron a The Diamonds in the Rough (Simon Diamond y David Young) (05:43)
  - Apolo cubrió a Young después de un TKO.
- Samoa Joe derrotó a Chris Sabin (14:04)
  - Joe forzó a Sabin a rendirse con un "Coquina Clutch".
- Team Canada (Bobby Roode, Eric Young y A-1) derrotaron a Lance Hoyt & The Naturals (Chase Stevens & Andy Douglas) (con Jimmy Hart) (14:40)
  - Young cubrió a Douglas después de que Roode le golpease con el megáfono.
- Monty Brown & Kip James derrotaron a 3Live Kru (Ron Killings & Konnan) en un Street Fight (05:25)
  - Brown cubrió a Killings después de un "Pounce" sobre una mesa.
- A.J. Styles derrotó a Sean Waltman (con Jerry Lynn como árbitro especial) (14:34)
  - Styles cubrió a Waltman después de un "Styles Clash".
- Christopher Daniels derrotó a Petey Williams (con A-1) reteniendo el Campeonato de la División X de la TNA (16:20)
  - Daniels cubrió a Williams después de un "Best Moonsault Ever".
- Raven derrotó a Abyss (con James Mitchell) en un Dog Collar match reteniendo el Campeonato Mundial Peso Pesado de la NWA (19:01)
  - Raven cubrió a Abyss después de un "Raven Effect DDT".
  - Este combate tenía la estipulación "No Surrender", lo que significa que la pelea no podía ser ganada por sumisión.

### 2006
No Surrender 2006 tuvo lugar el 24 de septiembre de 2006 desde la TNA Impact! Zone en Orlando, Florida. Al final del PPV el presidente de TNA Jim Cornette anunció que Kurt Angle había firmado un contrato con la empresa.
- Dark match: Bobby Roode derrotó a Vaughn Doring. (4:28)
  - Roode cubrió a Doring después de un "The Payoff".
- Eric Young derrotó a A-1. (6:14)
  - Young cubrió a A-1 después de un "Showstopper".
- Jay Lethal derrotó a Petey Williams. (7:25)
  - Lethal cubrió a Williams con un "Roll-Up".
- Abyss (con James Mitchell) derrotó a Raven y a Brother Runt en un No Disqualification Three-Way Dance. (11:24)
  - Abyss cubrió a Raven después de un "Black Hole Slam".
- The Naturals (Chase Stevens y Andy Douglas) (con Shane Douglas) ganaron una Triple Chance Tag Team Battle royal (14:05)
  - Stevens cubrió a Storm con un "Roll-up".
  - Los participantes fueron: The James Gang (B.G. James y Kip James), America's Most Wanted (Chris Harris y James Storm) (con Gail Kim), The Paparazzis (Alex Shelley y Johnny Devine), The Diamonds in the Rough (David Young y Elix Skipper) (con Simon Diamond), Maverick Matt y Kazarian, Ron Killings & Lance Hoyt y Shark Boy & Norman Smiley
  - Chase Stevens y Andy Douglas ganaron una oportunidad por el Campeonato Mundial en Parejas de la NWA.
- Senshi derrotó a Chris Sabin reteniendo el Campeonato de la División X de TNA. (16:57)
  - Senshi cubrió a Sabin después de patear una muñeca inflable hacia Sabin.
- Christian Cage derrotó a Rhino (16:26)
  - Cage cubrió a Rhino después de un "Unprettier" sobre una silla.
- A.J. Styles & Christopher Daniels derrotaron a The Latin American Xchange (Homicide y Hernández) (con Konnan) en un Ultimate X Match ganando el Campeonato Mundial en Parejas de la NWA (15:29)
  - Daniels ganó tras conseguir un campeonato.
- Samoa Joe derrotó a Jeff Jarrett en un "Fan's Revenge" Lumberjack Match. (11:03)
  - Joe cubrió a Jarrett después de un "Muscle Buster".

### 2007
No Surrender 2007 tuvo lugar el 9 de septiembre de 2007 desde la TNA Impact! Zone en Orlando, Florida.
- Team Pacman (Pacman Jones & Ron Killings) derrotaron a Kurt Angle & Sting ganando el Campeonato Mundial en Parejas de la TNA. (5:56)
  - Jones cubrió a Sting después de un "Angle Slam" de Angle.
- Rhino derrotó a James Storm (con Jackie Moore) (9:23)
  - Rhino cubrió a Storm después de un "Gore" sobre una mesa.
- Robert Roode (con Ms. Brooks) derrotó a Kaz. (13:47)
  - Roode cubrió a Kaz después de un "The Payoff".
- Jay Lethal derrotó a Kurt Angle ganando el Campeonato de la División X de la TNA. (12:19)
  - Lethal cubrió a Angle con un "Roll-Up".
- Chris Harris derrotó a Black Reign en un No Disqualification Match. (5:14)
  - Harris cubrió a Black Reign con un "Inside Cradle".
- Christian's Coalition (A.J. Styles & Tomko) ganaron un 10-Team Gauntlet Match. (25:40)
  - Styles cubrió a Sabin con un "Roll-Up".
  - Styles & Tomko ganaron una oportunidad por el Campeonato Mundial en Parejas de la TNA en Bound for Glory.
  - Los otros participantes fueron: The Voodoo Kin Mafia (B.G. James y Kip James), The Latin American Exchange (Homicide y Hernández), Team 3D (Brother Ray y Brother Devon), The Motor City Machine Guns (Chris Sabin y Alex Shelley), Triple X (Christopher Daniels y Elix Skipper), Sonjay Dutt & Petey Williams, Serotonin (Raven y Havok), Eric Young & Shark Boy y Lance Hoyt & Jimmy Rave.
- Christian Cage derrotó a Samoa Joe por descalificación. (15:59)
  - Joe fue descalificado después de atacar al árbitro.
- Kurt Angle derrotó a Abyss reteniendo el Campeonato Mundial Peso Pesado de la TNA. (19:24)
  - Angle forzó a Abyss a rendirse con un "Ankle Lock".

### 2008
No Surrender 2008 tuvo lugar el 14 de septiembre de 2008 desde el General Motors Centre en Oshawa, Ontario, Canadá. El tema oficial del evento fue "Soul Crusher" de Operator.
- Prince Justice Brotherhood (Super Eric, Shark Boy & Curry Man) derrotaron a The Rock N' Rave Infection (Lance Rock, Jimmy Rave & Christy Hemme)
  - Curry Man cubrió a Hemme después de una "Chummer" de Shark Boy.
- Awesome Kong (con Raisha Saeed) derrotó a ODB en un Falls Coutnt Anywhere Match.
  - Kong cubrió a ODB después de un "Spinebuster" contra una mesa.
- Abyss & Matt Morgan derrotaron a Team 3D (Brother Ray & Brother Devon).
  - Abyss cubrió a Ray después de un "Black Hole Slam".
- Sheik Abdul Bashir derrotó a Petey Williams (c) y Consequences Creed ganando el Campeonato de la División X de la TNA.
  - Bashir cubrió a Creed después de un "Canadian Destroyer" de Williams.
- Taylor Wilde (c) (con Rhino)  derrotó a Angelina Love (con Velvet Sky y Cute Kip James), reteniendo el Campeonato Femenino de la TNA.
  - Wilde cubrió a Love con un "Bridging Northern Lights Suplex".
- Sonjay Dutt derrotó a Jay Lethal en una Ladder of Love Match.
  - Dutt ganó después de descolgar el anillo de boda de SoCal Val.
  - El amor de Ca Val estaba en juego en esta pelea
- Beer Money, Inc. (Robert Roode & James Storm) derrotaron a The Latin American Xchange (Homicide & Hernández) (con Héctor Guerrero) reteniendo el Campeonato Mundial en Parejas de la TNA.
  - Roode cubrió a Homicide después de un "The Payoff".
- A.J. Styles y Frank Trigg pelearon en una pelea de Artes marciales mixtas acabando sin resultado.
  - La lucha terminó cuando Trigg recibió un golpe en su ingle.
- Samoa Joe derrotó a Kurt Angle y Christian Cage reteniendo el Campeonato Mundial Peso Pesado de la TNA.
  - Joe cubrió a Angle después de que Jeff Jarrett pegara a Angle con una guitarra y un "Muscle Buster".
  - Originalmente, Booker T estaba en la lucha, pero no pudo asistir por el mal tiempo ocasioando en Houston por el Huracán Ike.

### 2009
No Surrender 2009 tuvo lugar el 20 de septiembre de 2009 en la Zona de Impacto de TNA, en los Estudios Universal en Orlando, Florida.
- Taylor Wilde & Sarita derrotaron a The Beautiful People (Velvet Sky & Madison Rayne) ganando el Campeonato de Knockouts en Parejas de la TNA.
  - Wilde cubrió a Rayne con un "German Suplex Pin" después de un "Dropkick" de Sarita.
- Hernández derrotó a Eric Young.
  - Hernández cubrió a Young después de un "Border Toss".
- Samoa Joe derrotó a Daniels, reteniendo el Campeonato de la División X de la TNA.
  - Joe forzó a Daniels a rendirse con un "Coquina Clutch".
- D'Angelo Dinero derrotó a Suicide en un Falls Count Anywhere Match.
  - Dinero cubrió a Suicide después de que fallara un "Leg Drop" sobre una mesa y se diera contra ella.
- ODB derrotó a Cody Deaner ganando el vacante Campeonato de Knockouts de la TNA.
  - ODB cubrió a Deaner después de un "TKO".
- Kevin Nash derrotó a Abyss en un No Disqualification Match, reteniendo el Campeonato de Leyendas de la TNA.
  - Nash cubrió a Abyss después de usar una pistola eléctrica en sus genitales.
  - Durante la lucha, Dr. Stevie y Daffney interfirieron a favor de Nash y Mick Foley a favor de Abyss.
  - Después de la lucha, Nash le aplicó un "Jacknife Powerbomb" a Stevie.
- Beer Money, Inc. (Robert Roode & James Storm) y Team 3D (Brother Ray & Brother Devon) derrotaron a The British Invasion (Doug Williams & Brutus Magnus) y a The Main Event Mafia (Scott Steiner & Booker T) en un Lethal Lockdown Match.
  - Storm cubrió a Williams después de un "DWI".
  - Durante la lucha, Rob Terry interfirió a favor de The British Invasion y The Main Event Mafia.
- Bobby Lashley derrotó a Rhino.
  - Lashey cubrió a Rhino después de un puñetazo.
- A.J. Styles derrotó a Kurt Angle (c), Sting, Matt Morgan y Hernández ganando el Campeonato Mundial Peso Pesado de la TNA.
  - Styles cubrió a Angle después de un "Superman Splash".
  - Hernández usó su maletín de Feast or Fired para entrar en la lucha.
  - Durante la lucha, Eric Young atacó a Hernández.

### 2010
No Surrender 2010 tuvo lugar el 5 de septiembre de 2010 desde el TNA Impact! Zone en Orlando, Florida. El tema oficial del evento es "It's On!" de Hellyeah.
- The Motor City Machine Guns (Chris Sabin & Alex Shelley) derrotaron a Generation Me (Jeremy & Max Buck) reteniendo el Campeonato Mundial en Parejas de la TNA.
  - Shelley cubrió a Jeremy después de una combinación de "Neckbreaker/Crossbody".
  - Tras el combate, Generation Me atacó a los campeones, cambiando a heel.
  - Originalmente, los rivales de The Motor City Machine Guns eran London Brawling (Desmond Wolfe & Magnus), pero no lucharon por razones personales.
- Doug Williams derrotó a Sabu reteniendo el Campeonato de la División X de la TNA.
  - Williams cubrió a Sabu después de golpearlo con el campeonato.
- Velvet Sky (con Angelina Love) derrotó a Madison Rayne (con Tara)
  - Sky cubrió a Rayne después de un "DDT".
- Abyss derrotó a Rhino en un Falls Count Anywhere Match.
  - Abyss cubrió a Rhino después de un "Black Hole Slam".
- Jeff Jarrett & Samoa Joe derrotaron a Sting & Kevin Nash. 
  - Joe forzó a Sting a rendirse con un "Coquina Clutch".
- El Campeón de la Televisión de la TNA A.J. Styles derrotó a Tommy Dreamer en un "I Quit" Match.
  - Styles ganó después de que Dreamer se rendiera cuando le clavó un tenedor en el ojo.
  - En esta lucha, el título de Styles no estaba en juego.
- Semifinal del torneo por el Campeonato Mundial Peso Pesado de la TNA: Kurt Angle y Jeff Hardy terminaron sin resultado.
  - La lucha terminó debido a que Angle sufrió un corte demasiado profundo.
  - La lucha terminó en dos ocasiones antes del tiempo acordado, pero en ambas, Eric Bischoff añadió 5 minutos más de lucha.
  - Si Angle perdía, debía retirarse de la lucha libre.
- Semifinal del torneo por el Campeonato Mundial Peso Pesado de la TNA: Mr. Anderson derrotó a D'Angelo Dinero.
  - Anderson cubrió a Dinero después de un "Mic Check".

### 2011
No Surrender 2011 tuvo lugar el 11 de septiembre de 2011 desde el TNA Impact! Zone en Orlando, Florida.
- Jesse Sorensen derrotó a Kid Kash ganando una oportunidad por el Campeonato de la División X de la TNA.
  - Sorensen cubrió a Kash después de un "Inverted DDT".
- Bully Ray derrotó a James Storm por descalificación en un Bound for Glory Series Match.
  - Storm fue descalificado por escupirle cerveza al árbitro.
  - Como consecuencia, Storm perdió 10 puntos y Ray ganó 3.
- Winter (con Angelina Love) derrotó a Mickie James ganando el Campeonato de Knockouts de la TNA.
  - Winter cubrió a James después de un "Asian Mist".
- Mexican America (Hernández & Anarquía)(con Sarita y Rosita) derrotaron a D'Angelo Dinero & Devon reteniendo el Campeonato Mundial en Parejas de la TNA.
  - Anarquía cubrió a Dinero mientras Sarita agarraba su pie.
- Matt Morgan derrotó a Samoa Joe.
  - Morgan cubrió a Joe después de un "Carbon Footprint".
- Bobby Roode derrotó a Gunner en un Bound for Glory Series Match.
  - Roode forzó a Gunner a rendirse con un "Arm Trap Crossface".
- Austin Aries derrotó a Brian Kendrick ganando el Campeonato de la División X de la TNA.
  - Aries cubrió a Kendrick después de un "Brainbuster".
- Bobby Roode derrotó a Bully Ray en la final del Bound for Glory Series, ganando una oportunidad por el Campeonato Mundial Peso Pesado de la TNA.
  - Roode cubrió a Ray después de un "Doble R Spinebuster".
- Kurt Angle derrotó Sting y Mr. Anderson reteniendo el Campeonato Mundial Peso Pesado de la TNA.
  - Angle cubrió a Sting después de un "Angle Slam".

### 2012
No Surrender 2012 tuvo lugar el 9 de septiembre de 2012 desde el TNA Impact! Zone en Orlando, Florida.
- BFG Series Semifinal: Jeff Hardy derrotó a Samoa Joe. (12:34)
  - Hardy cubrió con un "Roll-Up".
- BFG Series Semifinal: Bully Ray derrotó a James Storm. (13:54)
  - Ray cubrió a Storm después de que Bobby Roode le golpeara con una botella de cerveza.
- Miss Tessmacher derrotó a Tara, reteniendo el Campeonato de Knockouts de la TNA. (6:55)
  - Tessmacher cubrió a Tara después de revertir un "Widow's Peak" en un "Roll-Up".
- Zema Ion derrotó a Sonjay Dutt, reteniendo el Campeonato de la División X. (11:32)
  - Ion cubrió a Dutt después de un "Gory Bomb".
- Rob Van Dam derrotó a Magnus. (10:07)
  - Van Dam cubrió a Magnus después de un "Five-Star Frog Splash".
- The World Tag Team Champions of the World (Christopher Daniels & Kazarian) derrotaron a A.J. Styles & Kurt Angle, reteniendo el Campeonato Mundial en Parejas de la TNA. (19:30)
  - Kazarian cubrió a Styles después de que Daniels le tirara un martini a la cara.
- BFG Series Final: Jeff Hardy derrotó a Bully Ray, ganando una oportunidad por el Campeonato Mundial Peso Pesado de la TNA. (12:23)
  - Hardy cubrió a Ray después de un "The Swanton".

### 2013
No Surrender 2013 (también conocido como Impact Wrestling: No Surrender) tuvo lugar el 12 de septiembre de 2013 desde el Chaifetz Arena en San Luis, Misuri. A diferencia de los anteriores eventos, este evento no se celebró en pago por visión (PPV) y por el contrario, fue presentado como una edición especial del programa semanal de TNA Impact Wrestling. El evento concluyó el Bound for Glory Series 2013.
- BFG Series Semifinal: A.J. Styles derrotó a Austin Aries. (14:37)
  - Styles cubrió a Aries después de un "Super Styles Clash".
- BFG Series Semifinal: Magnus derrotó a Boddy Roode. (6:55) 
  - Magnus cubrió a Roode con un "Roll-Up".
- Bully Ray (con Brooke) derrotó a Mr. Anderson en un Last Man Standing Match, reteniendo el Campeonato Mundial Peso Pesado de la TNA. (17:27)
  - Anderson no pudo levantarse antes del conteo de 10 después de un "Spear" contra una mesa.
  - Durante el combate, Aces & Eights interfirieron a favor de Ray.
  - Tras el combate, Ray le aplicó una "Piledriver" a Anderson en la rampa de entrada.
- BFG Series Final: A.J. Styles derrotó a Magnus. (15:08)
  - Styles cubrió a Magnus después de un "Spiral Tap".
  - Durante el combate, The Extraordinary Gentlemen's Organization (Bobby Roode, Christopher Daniels y Kazarian) atacó a ambos luchadores.

### 2014
No Surrender 2014 (también conocido como Impact Wrestling: No Surrender) tuvo lugar el 17 de septiembre de 2014 desde el Grand Ballroom en la ciudad de Nueva York. A diferencia de los anteriores eventos, este evento no se celebró en pago por visión (PPV) y por el contrario, como el evento del año anterior, se presentó como una edición especial del programa semanal de TNA Impact Wrestling.
- Havok derrotó a Taryn Terrell, Angelina Love, Brittany, Madison Rayne, Rebel y Velvet Sky en un Knockouts Battle Royal, ganando una oportunidad por el Campeonato de Knockouts de la TNA.
  - Havok eliminó finalmente a Sky, ganando la lucha.
- Chris Melendez derrotó a Kenny King.
  - Melendez cubrió a King después de un "Powerbomb".
  - Después de la lucha, King atacó a Melendez y trató de quitarle su prótesis, pero fue salvado por Mr. Anderson.
- Samoa Joe derrotó a Homicide, reteniendo el Campeonato de la División X de la TNA.
  - Joe forzó a Homicide a rendirse con un "Coquina Clutch".
  - Después de la lucha, James Storm, The Great Sanada y Manik atacaron a Joe y Homicide.
- The Wolves (Davey Richards & Eddie Edwards) derrotaron a The Hardys (Jeff Hardy & Matt Hardy) y Team 3D (Bully Ray & Devon) en un Ladder Match, reteniendo el Campeonato Mundial en Parejas de la TNA.
  - The Wolves ganaron la lucha después de que Edwards descolgara ambos títulos.
- Bram derrotó a Gunner (con Samuel Shaw).
  - Bram cubrió a Gunner después de que Shaw accidentalmente chocara contra él.
- Lashley derrotó a Bobby Roode, reteniendo el Campeonato Mundial Peso Pesado de la TNA.
  - Lashley cubrió a Roode después de un "Spear".

### 2015
No Surrender 2015 (también conocido como Impact Wrestling: No Surrender) tuvo lugar el 5 de agosto de 2015 desde la Zona de Impacto en Orlando, Florida. A diferencia de los anteriores eventos, este evento no se celebró en pago por visión (PPV) y por el contrario, como en las últimas dos ediciones, se presentó como una edición especial del programa semanal de TNA Impact Wrestling.
- Mr. Anderson derrotó a Bram.
  - Anderson cubrió a Bram con un "Small Package".
  - Después de la lucha, Bram atacó a Anderson.
- Gail Kim derrotó a The Dollhouse (Taryn Terrell, Jade & Marti Bell) en un 3-on-1 Handicap Match.
  - Kim cubrió a Bell después de un "Eat Defeat".
- Eli Drake derrotó a Drew Galloway.
  - Drake cubrió a Galloway con un "Roll-Up" apoyándose en las cuerdas.
- Rockstar Spud derrotó a Austin Aries en un Name vs. Career Match.
  - Spud cubrió a Aries después de un "Super Underdog".
  - Después de la lucha, ambos luchadores se abrazaron en señal de respeto.
  - Como resultado, Aries tuvo que abandonar TNA.
  - Si Spud perdía, debía ceder su nombre "Rockstar" a Aries.
- Mahabali Shera derrotó a James Storm por descalificación.
  - Storm fue descalificado después de golpear a Shera con un cencerro.
- Ethan Carter III derrotó a Matt Hardy en un Full Metal Mayhem Match, reteniendo el Campeonato Mundial Peso Pesado de la TNA.
  - EC3 ganó la lucha después de descolgar el título.

### 2019
No Surrender fue un evento de lucha libre profesional producido por Impact Wrestling en conjunto con The Wrestling Revolver. Tuvo lugar el 7 de diciembre de 2019 en The Brightside Music & Event Venue en Dayton, Ohio . Fue el duodécimo evento bajo la cronología No Surrender y se transmitió en vivo exclusivamente en Impact Plus.
- Trey derrotó a Logan James y a Tyler Matrix en un Triple Threat Match.(8:00)
  - Trey cubrió a James
- Rosemary derrotó a Madison Rayne.(3:09)
  - Rosemary cubrió a Rayne
- Rhino derrotó a Jeremiah.(00:08)
  - Rhino cubrió a Jeremiah después de aplicarle un "Gore"
- Rhino derrotó a Clayton Gainz.(05:12)
  - Rhino cubrió a Gainz
- Michael Elgin derrotó a Larry D.(15:06)
  - Elgin cubrió a D
- Ohio Versus Everything (Dave Crist & Jake Crist) derrotaron a The Desi Hit Squad (Mahabali Shera & Rohit Raju) y a The Rascalz (Dez & Wentz) en una Triple Threat Tag Team Match.(09:39)
  - Jake cubrió a Raju
- Madman Fulton derrotó a Acey Romero, Brian Cage, Crash Jaxon y a Willie Mack en un 5-Way Scramble Match.(16:30)
  - Fulton cubrió a Jaxon
- Havok derrotó a la Campeona Knockouts de Impact! Taya Valkyrie (c) (con John E. Bravo).(06:22)
  - Valkyrie fue descalificada
  - Como resultado, Valkyrie retuvo el título
- Eddie Edwards derrotó al Campeonato de la División X de Impact! Ace Austin en un Tables Match.(16:34)
  - Edwards cubrió a Austin
  - El título de Austin ni estaba en juego
- Sami Callihan (c) derrotó a Rich Swann y retuvo el Campeonato Mundial de Impact!.(25:02)
  - Callihan cubrió a Swann después de un «Cactus»

### 2021
Impact No Surrender 2021 tuvo lugar el 13 de febrero del 2021 en el Skyway Studios en Nashville, Tennessee, debido a la pandemia mundial de coronavirus 2019-2020.  El evento fue transmitido en exclusiva a través de Impact Plus. 
- Decay (Black Taurus, Crazzy Steve & Rosemary) derrotaron a  XXXL (Acey Romero & Larry D) & Tenille Dashwood (con Kaleb with a K).
  - Taurus cubrió a Larry D después de un «Rodeo Driver».
- Hernández & Brian Myers derrotaron a Matt Cardona & Eddie Edwards.
  - Myres cubrió a Cardona después de un «Huge Clothesline».
- Jake Something derrotó a Deaner (con Eric Young y Joe Doering).
  - Something cubrió a Deaner después de un «Black Hole Slam».
  - Después de la lucha, Young y Doering atacaron a Something.
- Josh Alexander derrotó a Daivari, Suicide, Willie Mack, Ace Austin, Trey Miguel, Chris Bey y Blake Christian en un Triple Treat Revolver Match y ganó una oportunidad por el Campeonato de la División X de Impact.
  - Alexander cubrió a Austin después de un «Double Underhook Piledriver».
- Fire 'N Flava (Kiera Hogan & Tasha Steelz) derrotaron a  Havok & Nevaeh en un No Disqualification Match y retuvieron el Campeonato de Knockouts en Parejas de Impact.
  - Hogan cubrió a Nevaeh después de un «Face The Music».
- TJP derrotó a Rohit Raju (con Shera) y retuvo el Campeonato de la División X de Impact.
  - TJP cubrió a Raju después de un «Mamba Splash».
  - Durante la lucha, Shera interfirió a favor de Raju.
- Jordynne Grace, Jazz & ODB derrotaron a Deonna Purrazzo, Kimber Lee & Susan.
  - Jazz forzó a Susan a rendirse con un «STF».
- The Good Brothers (Doc Gallows & Karl Anderson) derrotaron a Private Party (Isiah Kassidy & Marq Quen) (con Matt Hardy) y Beer Guns (Chris Sabin & James Storm) y retuvieron el Campeonato Mundial en Parejas de Impact.
  - Gallows cubrió Storm después de un «Swanton Bomb» de Kassidy, seguido de un «Shooting Star Press» de Quen.
- Rich Swann derrotó a Tommy Dreamer y retuvo el Campeonato Mundial de Impact.
  - Swann cubrió a Dreamer después de un «Phoenix Splash».
  - Después de la lucha, Moose atacó a ambos.

### 2022
Impact No Surrender 2022 tuvo lugar el 19 de febrero del 2022 en el Alario Center en Nashville, Tennessee. El evento fue transmitido en exclusiva a través de Impact Plus. 
- Jake Something derrotó a Mike Bailey, Chris Bey y Ace Austin (con Madman Fulton) y ganó una oportunidad por el Campeonato de la División X de Impact.
  - Something cubrió a Austin después de un «Into the Void».
- JONAH derrotó a Black Taurus (con Crazzy Steve).
  - JONAH cubrió a Taurus después de un «Tsunami».
- Jay White derrotó a Eric Young.
  - White derrotó a Young después de un «Blade Runner».
- Deonna Purrazzo derrotó a Miranda Alize y retuvo el Campeonato Mundial Femenino de ROH.
  - Purrazzo forzó a Alize a rendirse con un «Fujiwara Armbar».
  - El Campeonato Reina de Reinas de AAA no estuvo en juego.
- Matt Cardona derrotó a Jordynne Grace por descalificación y retuvo el Campeonato de los Medios Digitales de Impact.
  - Grace fue descalificada después de aplicarle un «Low Blow» a Cardona.
- The Good Brothers (Doc Gallows & Karl Anderson) derrotaron a Guerrillas of Destiny (Tama Tonga & Tanga Loa) y retuvieron el Campeonato Mundial en Parejas de Impact.
  - Anderson cubrió a Tonga después de un «Magic Killer».
  - Durante la lucha, Chris Bey interfirió a favor de The Good Brothers.
  - Durante la lucha, Jay White atacó a Tonga.
- Mickie James derrotó a Tasha Steelz (con Savannah Evans) y retuvo el Campeonato de Knockouts de Impact.
  - James cubrió a Steelz con un «Roll-Up».
  - Durante la lucha, Evans interfirió a favor de Steelz, mientras que Chelsea Green interfirió a favor de James.
- Moose derrotó a W. Morrissey y retuvo el Campeonato Mundial de Impact.
  - Moose cubrió a Morrissey después de un «Lights Out Spear».
- Honor No More (Matt Taven, Mike Bennett, PCO, Vincent & Kenny King) (con Maria Kanellis) derrotaron a Team Impact (Chris Sabin, Willie Mack, Rhino, Rich Swann & Steve Maclin) en un Hardcore War.
  - King cubrió a Rhino después que Eddie Edwards lo atacara con un palo de kendo.
  - Durante la lucha, Maria interfirió a favor de Honor No More.
  - Originalmente Josh Alexander iba a participar de la lucha, pero fue reemplazado por Maclin por decisión de Scott D'Amore.
  - Originalmente Edwards iba a participar de la lucha, pero fue reemplazado por Mack por no tener autorización médica.

### 2023
Impact No Surrender 2023 tuvo lugar el 24 de febrero del 2023 en el Sam's Town Live en Las Vegas, Nevada. El evento fue transmitido en exclusiva a través de Impact Plus.
- Pre-Show: Gisele Shaw (con Jai Vidal) derrotó a Deonna Purrazzo.
  - Shaw cubrió a Purrazzo después de un «The Denoument».
  - Durante la lucha, Vidal interfirió a favor de Shaw.
- Pre-Show: Jonathan Gresham derrotó a Mike Bailey.[2]
  - Gresham cubrió a Bailey después de revertir un «Ultima Weapon» en un «Roll-Up».
- Frankie Kazarian derrotó a KON (con Deaner, Angels y Callihan).
  - Kazarian cubrió a KON después de un «Cutter».
  - Durante la lucha, Angels interfirió a favor de KON.
- Death Dollz (Taya Valkyrie & Jessicka) (con Rosemary) derrotaron a The Hex (Marti Belle & Allysin Kay) y retuvieron el Campeonato Knockouts en Parejas de Impact.[3]
  - Jessicka cubrió a Belle después de un «Sick Driver».
- Joe Hendry derrotó a Moose en un Dot Combat Match y retuvo el Campeonato de los Medios Digitales de Impact.
  - Hendry cubrió a Moose con un «Roll-Up».
- Steve Maclin derrotó a Heath, Brian Myers y PCO y ganó una oportunidad por el Campeonato Mundial de Impact.[4]
  - Maclin cubrió a Heath después de un «Kia».
- Bullet Club (Ace Austin, Chris Bey & KENTA) derrotó a Time Machine (Alex Shelley, Chris Sabin & KUSHIDA).
  - Austin cubrió a Sabin con un «Roll-Up».
- Mickie James derrotó a Masha Slamovich y retuvo el Campeonato de Knockouts de Impact.
  - James cubrió a Slamovich con un «Roll-Up».
- Josh Alexander derrotó a  Rich Swann y retuvo el Campeonato Mundial de Impact.(25:13)
  - Alexander cubrió a Swann después de un «C4 Spike».

### 2024
No Surrender 2024 tuvo lugar el 23 de febrero de 2024 desde el Alario Center en Westwego, Luisiana. El evento fue transmitido en exclusiva a través de TNA Plus.
- Pre-Show: The Rascalz (Trey & Zachary Wentz) derrotaron a Speedball Mountain (Mike Bailey & Trent Seven).
  - Wentz forzó a Bailey a rendirse con un «Knee Bar».
  - Durante la lucha, Steve Maclin interfirió a favor de The Rascalz.
- Pre-Show: The System (Eddie Edwards & Brian Myers) (con Alisha) derrotaron a Intergalactic Jet Setters (KUSHIDA & Kevin Knight).
  - Edwards cubrió a Knight después de un «Boston Knee Party».
- Eric Young derrotó a Frankie Kazarian y ganó una oportunidad por el Campeonato Mundial de TNA.
  - Young cubrió a Kazarian con un «Roll-Up».
  - Después de la lucha, Kazarian atacó al árbitro y a Young.
- ABC (Ace Austin & Chris Bey) derrotaron a Grizzled Young Veterans (James Drake & Zack Gibson) en un Best of 3 Series Match y retuvieron el Campeonato Mundial en Parejas de TNA.
  - Austin cubrió a Drake después de un «ABC Hit».
  - Esta fue la tercera lucha de un Best of 3 Series, donde ABC venció por un 2-1.
- PCO derrotó a Kon por descalificación.
  - El árbitro descalificó a Kon después que atacara a PCO con una silla.
  - Después de la lucha, Kon atacó PCO.
- MK Ultra (Masha Slamovich & Killer Kelly) derrotaron a Decay (Havok & Rosemary) y ganaron el Campeonato de Knockouts en Parejas de TNA.
  - Slamovich cubrió a Rosemary después de un «Snow Plow».
  - Después de la lucha, Decay atacó a MK Ultra, pero fueron detenidas por Jodie Threat y Dani Luna.
- Josh Alexander derrotó a Simon Gotch.
  - Alexander cubrió a Gotch después de un «C4 Spike».
- Moose (con Eddie Edwards & Brian Myers) derrotó a Alex Shelley (con KUSHIDA & Kevin Knight) en un No Surrender Rules Match y retuvo el Campeonato Mundial de TNA.
  - Moose ganó la lucha después que KUSHIDA lanzara la toalla mientras Moose le aplicaba un «Lights Out Spear» a Shelley con una cadena.
- Jordynne Grace derrotó a Gisele Shaw y retuvo el Campeonato Mundial de Knockouts de TNA.
  - Grace cubrió a Shaw después de un «Juggernaut Driver».
- Mustafa Ali derrotó a Chris Sabin y ganó el Campeonato de la División X de TNA.
  - Ali cubrió a Sabin después de un «450 Splash».
  - Durante la lucha, The Good Hands (John Skyler & Jason Hotch) interfirieron a favor de Ali.